# 동우시마 지역

동우시마 지역의 문장

동우시마 지역의 위치

동우시마 지역(핀란드어: Itä-Uusimaa, 스웨덴어: Östra Nyland)은 과거 핀란드를 구성했던 지역 가운데 하나로, 중심 도시는 포르보였으며 면적은 2,823km2, 인구는 92,933명이었다. 페이예트헤메 지역, 퀴멘락소 지역과 접해 있었으며 10개 지방 자치체를 관할했다. 2011년 1월 1일 우시마 지역에 합병되면서 폐지되었다.